# Drepanis coccinea
Drepanis coccinea là một loài chim trong họ Fringillidae.

## Hình ảnh

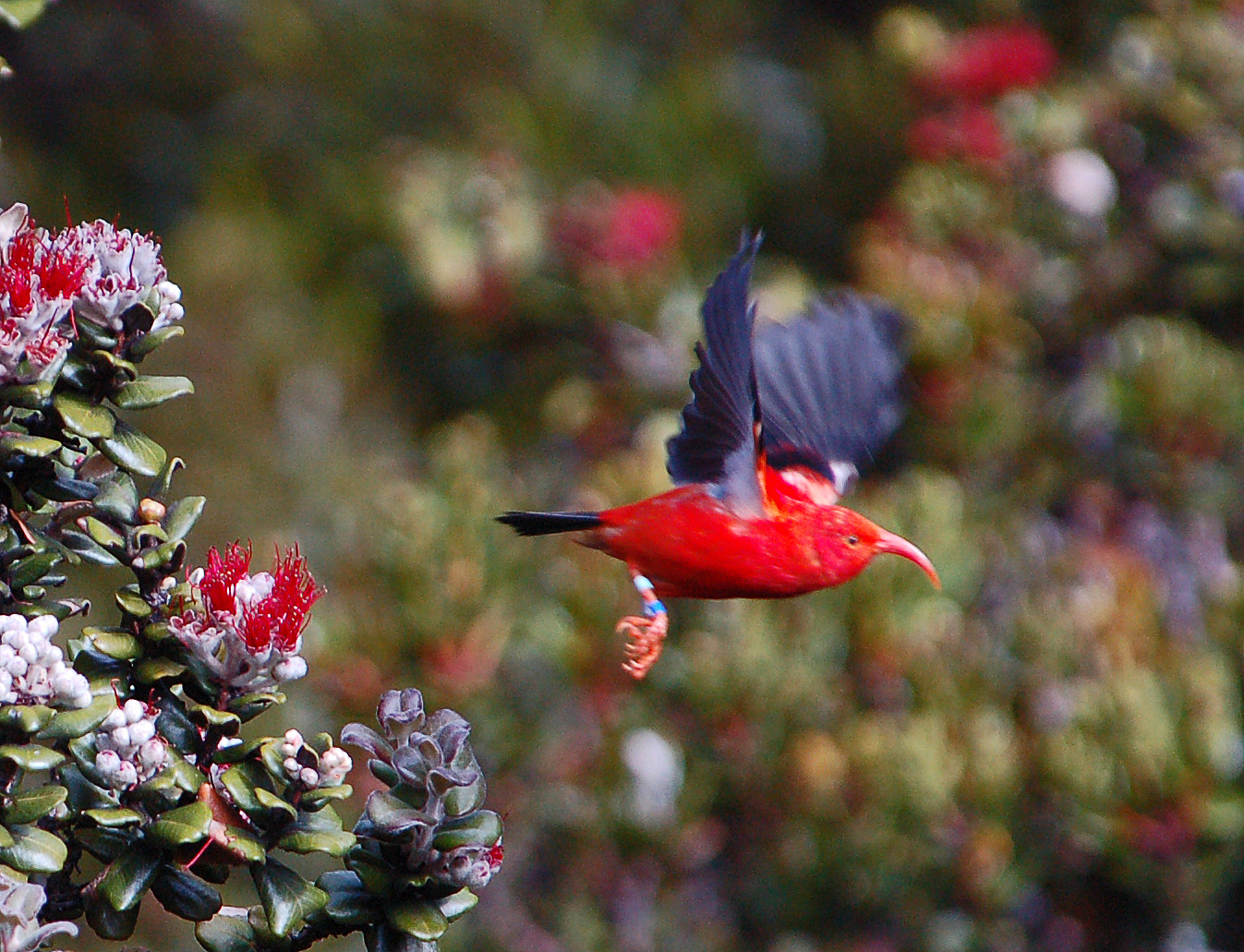
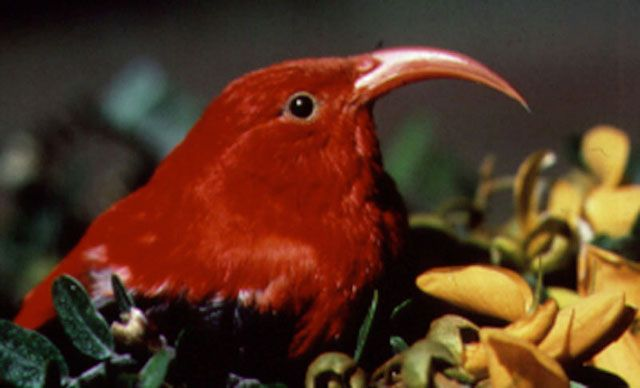
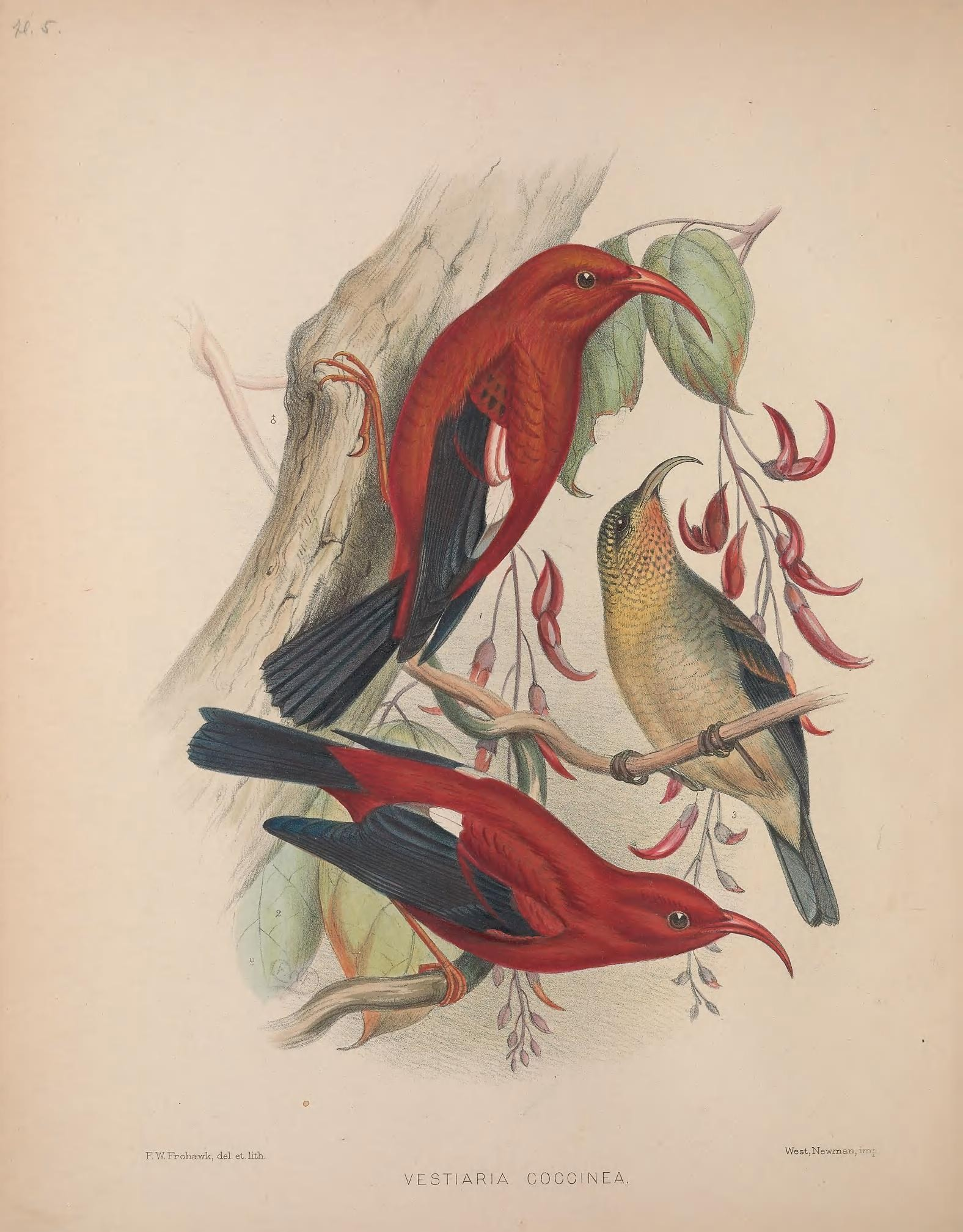